# 邓贤芬
邓贤芬（？—？），字子华，安徽泗州人，清朝政治人物。
咸豐二年（1852年）壬子恩科进士。选翰林院庶吉士，散馆改江苏元和县知县。咸丰八年（1858年）署南汇县知县。